# Lazare Hippolyte Carnot
Lazare Hippolyte Carnot (Saint-Omer, Passo de Calais, 6 de outubro de 1801 — Paris, 16 de março de 1888) foi um político francês.

## Início da vida
Hippolyte Carnot nasceu em Saint-Omer, Pas-de-Calais. Após a derrota final de Napoleão em 1815, seu pai foi para o exílio. Hippolyte Carnot viveu inicialmente no exílio com seu pai, retornando à França apenas em 1823. Incapaz de entrar na vida política ativa, ele se voltou para a literatura e a filosofia, publicando em 1828 uma coleção de cantos helênicos traduzidos do alemão de Wilhelm Müller, e em 1830 uma Exposé de la doctrine Saint-Simonienne, e colaborando no jornal Saint-Simonian Le Producteur. Ele fez várias visitas à Grã-Bretanha e viajou por outros países da Europa.

## Visão geral
Em março de 1839, após a dissolução da câmara por Luís Filipe, foi eleito deputado por Paris (reeleito em 1842 e em 1846), e fez parte do grupo da Esquerda Radical, sendo um dos líderes do partido hostil a Luís Filipe. Em 24 de fevereiro de 1848, ele se pronunciou a favor da república. Alphonse de Lamartine o escolheu como ministro da educação no governo provisório, e Carnot começou a trabalhar para organizar os sistemas de ensino primário, propondo uma lei para o ensino primário obrigatório e gratuito e outra para o ensino secundário de meninas. Ele se opôs às escolas puramente seculares, sustentando que "o ministro e o mestre-escola são as duas colunas sobre as quais repousa o edifício da república". Com essa atitude, ele alienou tanto a direita quanto os republicanos da extrema esquerda e foi forçado a renunciar em 5 de julho de 1848. Ele foi um dos que protestaram contra o golpe de Estado de 2 de dezembro de 1851, mas não foi proscrito por Luís Napoleão. Ele se recusou a sentar-se no Corps Législatif até 1864, para não ter que fazer o juramento ao imperador.
De 1864 a 1869 esteve na oposição republicana, tendo um papel muito ativo. Ele foi derrotado na eleição de 1869. Em 8 de fevereiro de 1871, foi eleito deputado pelo departamento de Seine-et-Oise. Integrou o grupo parlamentar Gauche républicaine e participou na elaboração das Leis Constitucionais de 1875. Em 16 de dezembro de 1875, ele foi nomeado pela Assembleia Nacional senador vitalício. Ele morreu três meses após a eleição de seu filho mais velho, Marie François Sadi Carnot, para a presidência da república.
Ele publicou Le Ministère de l'Instruction Publique et des Cultes, depuis le 24 février jusqu'au 5 juillet 1848, Mémoires sur Carnot par son (2 vols., 1861–1864), Mémoires de Barère de Vieuzac (com David Angers, 4 vols. 1842–1843). Seu segundo filho, Marie Adolphe Carnot (nascido em 1830), tornou-se um distinto engenheiro de minas e diretor da École des Mines (1899), seus estudos em química analítica o colocaram na primeira fila dos cientistas franceses. Ele foi nomeado membro da Academia de Ciências em 1895.

## Família
Foi o irmão mais jovem do fundador da termodinâmica Sadi Carnot e o segundo filho do político revolucionário e general Lazare Carnot, pai do presidente francês Marie François Sadi Carnot.
|               |               |                      |                      |                      |                      |                          |                      |               |               |                         |                         |                         |                         |                         |                         |                     |                     |                     |                     |                     |                     |  |  |  |  |  |  |  |  |
|               |               |                      |                      |                      |                      |                          |                      |               |               |                         |                         |                         |                         |                         |                         |                     |                     |                     |                     |                     |                     |  |  |  |  |  |  |  |  |
| Joseph Carnot | Joseph Carnot | Joseph Carnot        | Joseph Carnot        | Joseph Carnot        | Joseph Carnot        |                          |                      | Lazare Carnot | Lazare Carnot | Lazare Carnot           | Lazare Carnot           | Lazare Carnot           | Lazare Carnot           |                         |                         | Claude-Marie Carnot | Claude-Marie Carnot | Claude-Marie Carnot | Claude-Marie Carnot | Claude-Marie Carnot | Claude-Marie Carnot |  |  |  |  |  |  |  |  |
| Joseph Carnot | Joseph Carnot | Joseph Carnot        | Joseph Carnot        | Joseph Carnot        | Joseph Carnot        |                          |                      | Lazare Carnot | Lazare Carnot | Lazare Carnot           | Lazare Carnot           | Lazare Carnot           | Lazare Carnot           |                         |                         | Claude-Marie Carnot | Claude-Marie Carnot | Claude-Marie Carnot | Claude-Marie Carnot | Claude-Marie Carnot | Claude-Marie Carnot |  |  |  |  |  |  |  |  |
|               |               |                      |                      |                      |                      |                          |                      |               |               |                         |                         |                         |                         |                         |                         |                     |                     |                     |                     |                     |                     |  |  |  |  |  |  |  |  |
|               |               | Sadi Carnot (físico) | Sadi Carnot (físico) | Sadi Carnot (físico) | Sadi Carnot (físico) | Sadi Carnot (físico)     | Sadi Carnot (físico) |               |               | Lazare Hippolyte Carnot | Lazare Hippolyte Carnot | Lazare Hippolyte Carnot | Lazare Hippolyte Carnot | Lazare Hippolyte Carnot | Lazare Hippolyte Carnot |                     |                     |                     |                     |                     |                     |  |  |  |  |  |  |  |  |
|               |               | Sadi Carnot (físico) | Sadi Carnot (físico) | Sadi Carnot (físico) | Sadi Carnot (físico) | Sadi Carnot (físico)     | Sadi Carnot (físico) |               |               | Lazare Hippolyte Carnot | Lazare Hippolyte Carnot | Lazare Hippolyte Carnot | Lazare Hippolyte Carnot | Lazare Hippolyte Carnot | Lazare Hippolyte Carnot |                     |                     |                     |                     |                     |                     |  |  |  |  |  |  |  |  |
|               |               |                      |                      |                      |                      | Sadi Carnot (Presidente) |                      |               |               |                         |                         |                         |                         |                         |                         |                     |                     |                     |                     |                     |                     |  |  |  |  |  |  |  |  |

Publicou Le Ministère de l'Instruction Publique et des Cultes, depuis le 24 février jusqu'au 5 juillet 1848, Mémoires sur Carnot par son fils (2 vols., 1861-1864), Mémoires de Barère de Vieuzac (com David Angers, 4 vols 1842-1843).
Seu segundo filho, Marie Adolphe Carnot, foi um destacado engenheiro de minas e diretor da “École Nationale des Mines” em 1899.